# The Airborne Toxic Event
The Airborne Toxic Event – amerykańska grupa muzyczna tworząca indie rock.
W skład grupy wchodzą: Mikel Jollett, Steven Chen, Noah Harmon, Daren Taylor i Anna Bulbrook. Zespół zadebiutował w 2008 roku albumem The Airborne Toxic Event, a 26 kwietnia 2011 roku wydał płytę All at Once.